# GC-1
Die GC-1, auch Autopista del Sur de Gran Canaria genannt, ist eine Autobahn auf der spanischen Insel Gran Canaria. Sie verbindet auf einer Länge von 77,5 km die Stadt Las Palmas im Norden als Kraftfahrstraße (Autovia) bis zum Internationalen Flughafen und dann als Autobahn (Autopista) mit den Touristenzentren Maspalomas, Puerto Rico und Puerto de Mogán im Süden, und verläuft hauptsächlich an der Ost- und Südküste der kreisförmigen Insel. Es ist die schnellste Verbindung von Norden nach Süden. Sie ist neben der GC-2, die über die „Umgehungsstraße von Las Palmas“ (GC-3) erreicht werden kann, eine der Hauptverkehrsstraßen auf Gran Canaria.
Die 77,5 km lange GC-1 ist die zweitlängste Autobahn der Kanaren. Das Tempolimit auf der GC-1 als Autovia beträgt 100 km/h und auf der Autopista 120 km/h.
Der erste Abschnitt zwischen Las Palmas und dem Flughafen Gando wurde am 3. Februar 1975 dem Verkehr übergeben. Seit dem 25. März 2013 ist der Abschnitt zwischen Puerto Rico und Puerto de Mogán fertiggestellt. Für das 6,3 km lange Ausbaustück wurden knapp 112 Mio. Euro veranschlagt. Es enthält drei Brücken und vier Tunnelpaare sowie drei neue Ausfahrten.